# ハンボルト郡 (カリフォルニア州)
ハンボルト郡（ハンボルトぐん、英: Humboldt County）は、アメリカ合衆国カリフォルニア州の郡である。サンフランシスコから北に300kmの北部海岸に位置する。人口は13万2380人（2024年）。郡庁はユーレカに置かれている。他の主要都市はカリフォルニア州立大学ハンボルト校のあるアーケータ。郡内の都市や町は華美なビクトリア様式建築の豊富な例があることで知られている。
ハンボルト郡の地域は太平洋岸に沿った北カリフォルニアの岩の多い海岸山脈に、森、山および田園部が密にある。公有私有合わせた150万エーカー (6000 km2) 近い森林があり、カリフォルニア全州の林業生産高の20%を生産している。残っている海岸レッドウッド（セコイア）原生林の40%が郡内にあり、その大半は保護されるか、連邦、州および地方の多くの森林や公園として厳格に保存され、総面積は68万エーカー (2720 km2) に及んでいる。カリフォルニア州では2番目に大きな自然の湾であるハンボルト湾に隣接している。

## 歴史
現在ハンボルト郡と呼ばれる地域の最初の住人はワイヨット族、ユーロック族、フーパ族、カルーク族、チルラ族、ウィルクート族などのインディアンや、マットレ族とノンガトル族を含む南部アサバスカン・インディアンだった。1565年にアンドレス・デ・ウルダネータがメンドシーノ岬を訪れ、その後海岸を南に降ってアカプルコに達した。1565年からはスペインの貿易業者がマニラ・ガレオン船でフィリピンからの帰途、偶然カリフォルニアを訪れることがあった。ハンボルト郡は1853年にトリニティ郡の一部から創設された。ヨーロッパ人が初めてこの地を訪れたという記録は1775年にスペイン人が上陸したときのことだった。
ハンボルト郡の名前はハンボルト湾から得られたものであり、その湾の名前はドイツ人の有名な博物学者アレクサンダー・フォン・フンボルトから来たものだった。先住民以外で最初にハンボルト湾に入ったという記録は、ロシア・アメリカ会社が雇ったシトカからのラッコ狩り隊が1806年に訪れたものだった。この狩猟隊にはアメリカ人のジョナサン・ウィンシップ船長とアレウト族狩人数人が含まれていた。その後にこの湾を訪れたヨーロッパ人といえば、1849年になってからのジョサイア・グレッグの1隊だった。1850年、ダグラス・オッティンガーとハンス・ブーネがこの湾に入り、偉大な博物学者で世界の探検家アレクサンドル・フォン・フンボルト男爵に因んでハンボルト湾と名付けた。
ハンボルト湾の周辺地域は当時、ワイヨット族インディアンが住んでいるだけだった。ワイヨット族では最大級の集落、トロウォットがハンボルト湾に浮かぶグンター島（別名インディアン島あるいはブラッディ島）にあった。西暦900年頃に設立されたこの集落には、広さ6エーカー (24,000 m2)、深さ14フィート (4 m) の貝塚がある。ここで1860年2月26日にワイヨット族の虐殺が起こった。この事件は当時ユニオン、現在のアーケータに住んでいたブレット・ハートが記録していた。その夜ワイヨット族の男女、子供合わせて60人ないし200人が殺害された。1998年、音楽家フランク・ブラックが「ハンボルト郡の虐殺」と題する歌を書き、録音した。トロウォットは現在、グンター島第67遺跡と名付けられた考古学遺跡となっており、アメリカ合衆国国定歴史史跡にも指定されている。
郡内にあるカリフォルニア州の歴史史跡としては、トリニダード・ヘッド、ハンボルト砦、オールドアロウツリー。センタービル・ビーチクロス、キャンプ・カーティス、トリニダードの町、ユーレカ市、セコイアパーク動物園、ペトロリアにある州内初の油井、ジャコビー・ビル、トリニダードのツライにある昔のインディアン集落、アーケータ・マッド川鉄道会社、ハンボルト港歴史地区、およびファーンデールの町がある。
1885年2月5日と6日、敵対する中国人ギャング間の銃撃戦で12歳の少年が負傷し、ユーレカ市政委員で56歳のデイヴィッド・ケンドールが死亡した後、中国人の男性300人と女性20人全員がユーレカ市から追放された。銃撃戦の後、ユーレカ市の怒れる市民600人が集結し、中国人にもはやユーレカには住んで欲しくないこと、および翌日の午後3時を過ぎても町に留まっておれば絞首刑にすることを伝えた。中国人は2隻の蒸気船に乗せられ、サンフランシスコに向かった。この追放劇で死人は出なかった。1906年にもイール川沿いの缶詰工場で中国人の排斥事件が起こった。このときは地元の製材業者が中国人の居ることに異を唱え、缶詰工場の23人の中国人労働者が排斥された。しかし、何人かの中国人はオーレアンズ地域に留まり、何人かの白人土地所有者が人種暴動の鎮まるまで中国人鉱山労働者を匿い、食物を与えていた。中国人は1950年代になるまで海岸の都市部に戻っては来なかった。

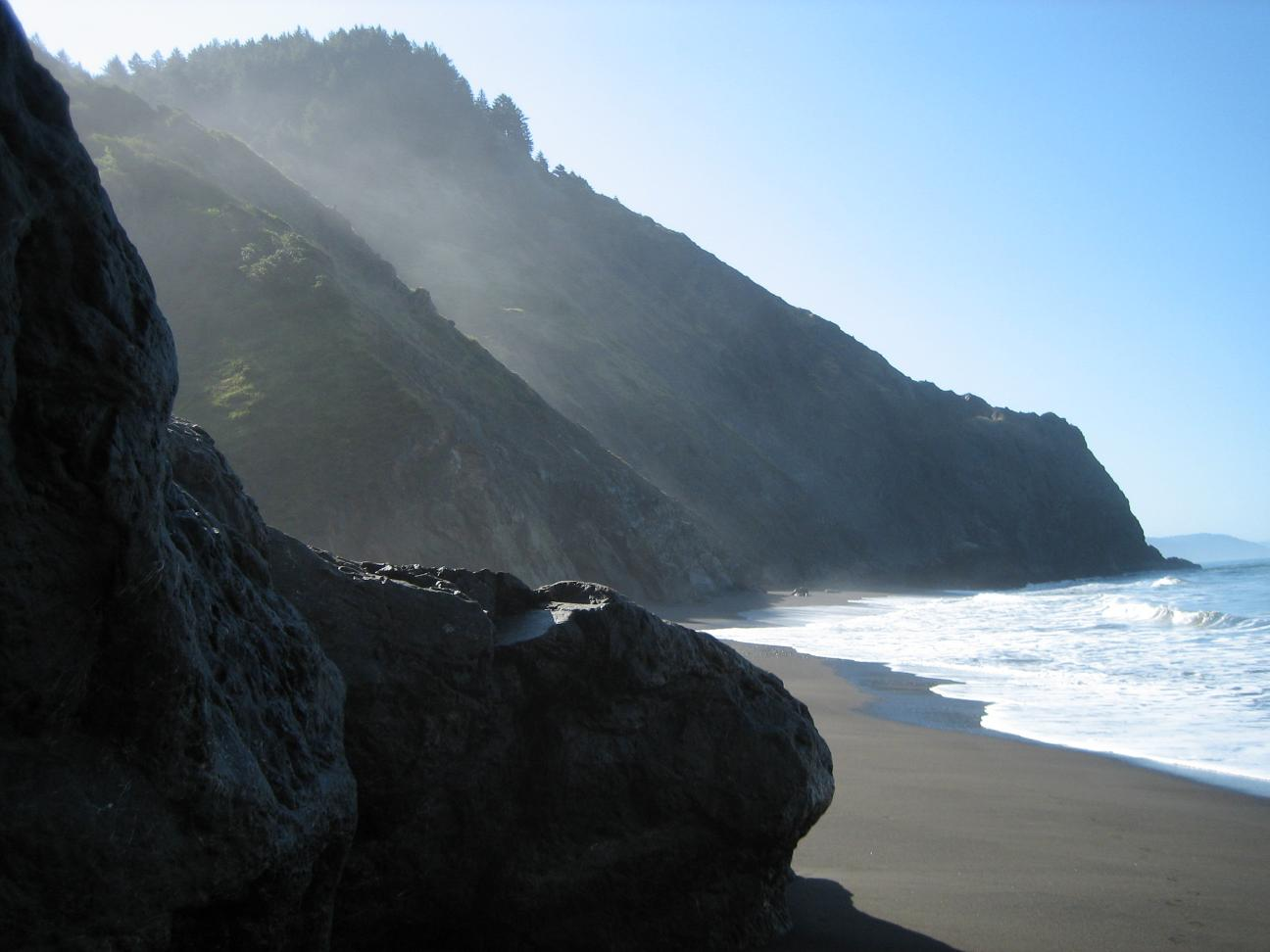
ロスト海岸

## 気候
郡内海岸地帯は雨が多く冷涼な冬と、乾燥し温暖で霧の多い夏がある。冬季、日中の最高気温は 40°F 台前半から 50°F 台後半 (5℃〜15℃) であり、最低気温は 30°F 台から 40°F 台 (0℃〜9℃) である。海岸部の夏は涼しいから温暖までで、日中の最高気温は 60°F 台 (16℃〜21℃) で、しばしば霧が発生する。内陸部に20マイル (32 km) 入ると、日照が豊富で暖かく、海岸部の霧の影響も無くなる。このことから海岸部の住人は夏には内陸に行き、長く続く霧から束の間解放されることを好む。霧は内陸に行くに従ってレッドウッドの森に遮られて消える。海岸部の夏は日中の最高気温は 50°F 台半ばから 60°F 台後半 (13℃〜21℃) であり、最低気温は 40°F 台後半から 50°F 台半ば (8℃〜13℃) である。最高気温はフォーチュナやリオデルなど数マイル内陸に入った所で起こる傾向にあり、希にハンボルト湾の周縁部や標高の高い地域でも起こる。その気温は 70°F 台前半から半ば (21℃〜24℃) である。海岸地帯では冬季と早春に凍るような夜を何日も経験する。ただし降雪や厳しい凍結は希である。海岸部の冬は冷涼で雨が多い。冬季には暴風雨がしばしば起こり、標高によって違うが年平均で30インチ (760 mm) から100インチ (2,500 mm) の降水量を記録している。
郡内内陸部の冬も雨が多く冷涼である。冬季には標高3,000フィート (900 m) 以上の地域で降雪が多い。夏季は海岸部と内陸部で気候に大きな差がある。ハンボルト郡の内陸部の最高気温は標高や大洋からの距離により、80°F 台から 90°F台 (27℃〜37℃) となる。郡内東部や南部のオーレアンズ、ホッパ、ウィロウクリーク、ガーバービル、ハニーデューおよび内陸の川の流域では100°F (38℃) になることも多い。

## 地質
ハンボルト郡の沖において北アメリカプレート、太平洋プレート、およびファンデフカプレートの3つのプレートがぶつかり、そこから西へ向かって4000キロメートルにわたるメンドシノ断裂帯が続いている。このためハンボルト郡と州の最北部全体はその歴史を通じてマグニチュード6.0以上の地震が頻発してきた。
1992年のメンドシノ岬地震 (1992 Cape Mendocino earthquakes) はマグニチュード7.2の地震で、大きな被害をもたらし、小型の津波も発生した。
2010年、ユーレカの西沖33マイル (53 km) でマグニチュード6.5の地震が起こったが、少数の者が負傷しただけで、家屋や施設への被害も少なく、死者は報告されなかった。

## 地理
アメリカ合衆国国勢調査局に拠れば、郡域全面積は4,052平方マイル (10,490 km2)であり、このうち陸地は3572平方マイル (9250 km2)、水域は480平方マイル (1240 km2)で水域率は11.84%である。
郡内には州内最西端であるメンドシーノ岬がある（西経124度24分30秒）。

### 湾
ハンボルト湾はサンフランシスコからオレゴン州クーズ湾の間では唯一の水深のある港であり、郡中央部の海岸にある。

### 川

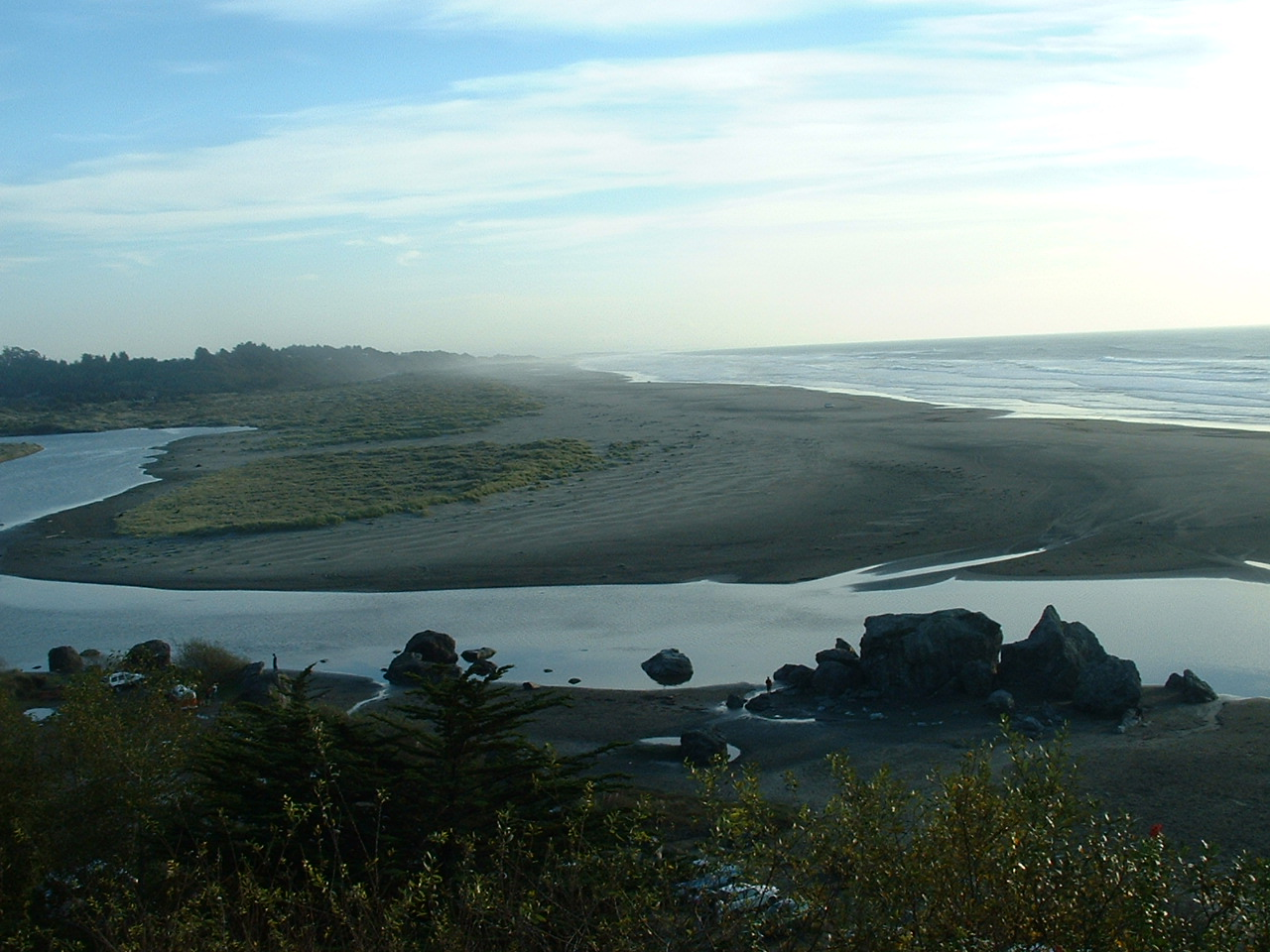
リトル川が太平洋に流れ込む河口

ハンボルト郡の主要な河川は以下の通りである（流量の大きな順）。
- クラマス川
- イール川
- トリニティ川
- マッド川

その他の小河川としては、バンドゥゼン川、イール川南支流と北支流、マットル川、サーモン川、エルク川、ベア川、リトル川とレッドウッド・クリークがある。

### 公園と自然保護地域

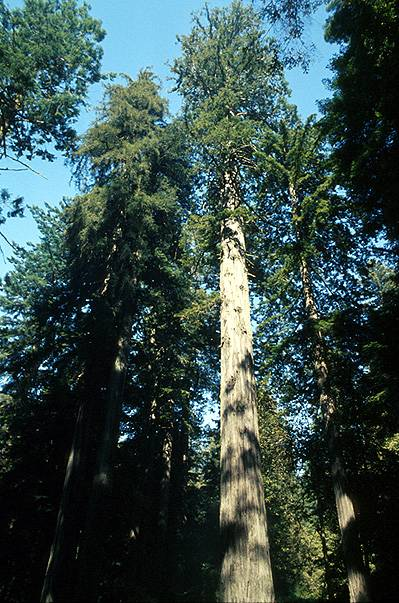
セコイアの木

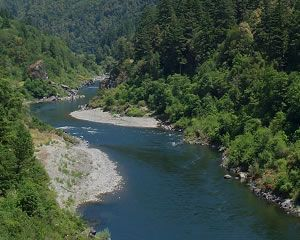
トリニティ川

#### 連邦管理地
国立公園
- レッドウッド国立公園 - 国立公園局

自然保護地域
- キング山脈国立自然保護地域とロスト・コースト - 土地管理局

レクリエーション地域
- サモア砂丘レクリエーション地域 - 土地管理局

森林
- ヘッドウォーターズ森林保護区 - 土地管理局
- シックスリバーズ国立の森 - アメリカ森林局
- トリニティ国立の森 - アメリカ森林局

野生生物保護区
- ハンボルト湾国立野生生物保護区 - 土地管理局とアメリカ魚類野生生物局

#### カリフォルニア州管理地
海浜
- リトル川州立海浜
- トリニダード州立海浜

公園
- ハンボルト砦州立歴史公園
- グリズリークリーク・レッドウッズ州立公園
- ハンボルト・ラグーンズ州立公園
- ハンボルト・レッドウッド州立公園
- パトリックポイント州立公園
- プレーリークリーク・レッドウッズ州立公園
- リチャードソン・グローブ州立公園
- シンクヨーン原生州立公園

レクリエーション地域
- ベンボウ湖州立レクリエーション地域
- ハリー・A・マーロ州立レクリエーション地域

自然保護地域
- アザレア州立自然保護地域
- ジョン・B・デウィット・レッドウッズ州立自然保護地域

#### ハンボルト郡管理地
- A・W・ウェイ
- ビッグラグーン
- センタービル海浜
- クラム海浜
- クラブ公園
- フレッシュウォーター
- ハモンド・トレイル
- ルッフェンホルツ海浜
- マッド川
- マルガリーテ・ロックウッド
- ムーンストーン海浜
- バン・ドゥーゼン

### インディアン居留地
郡内には8つのインディアン居留地がある。カリフォルニア州でインディアン居留地があるのは他に4郡があるだけである。州内ではハンボルト郡にあるフーパバレー・インディアン居留地が最大であり、他の州に比べ数は多いが大変小さな居留地しか無い。
- ビッグラグーン・ランチェリア
- ブルーレイク・ランチェリア
- フーパバレー・インディアン居留地
- カルーク・インディアン居留地 （一部はシスキュー郡にかかる）
- ローナービル・ランチェリア
- テーブルブラフ・インディアン居留地
- トリニダード・ランチェリア
- ユーロック・インディアン居留地（一部はデルノーテ郡にかかる）

### 隣接する郡
- デルノルト郡 - 北
- メンドシーノ郡 - 南
- シスキュー郡 - 北東
- トリニティ郡 - 東

## 都市と町

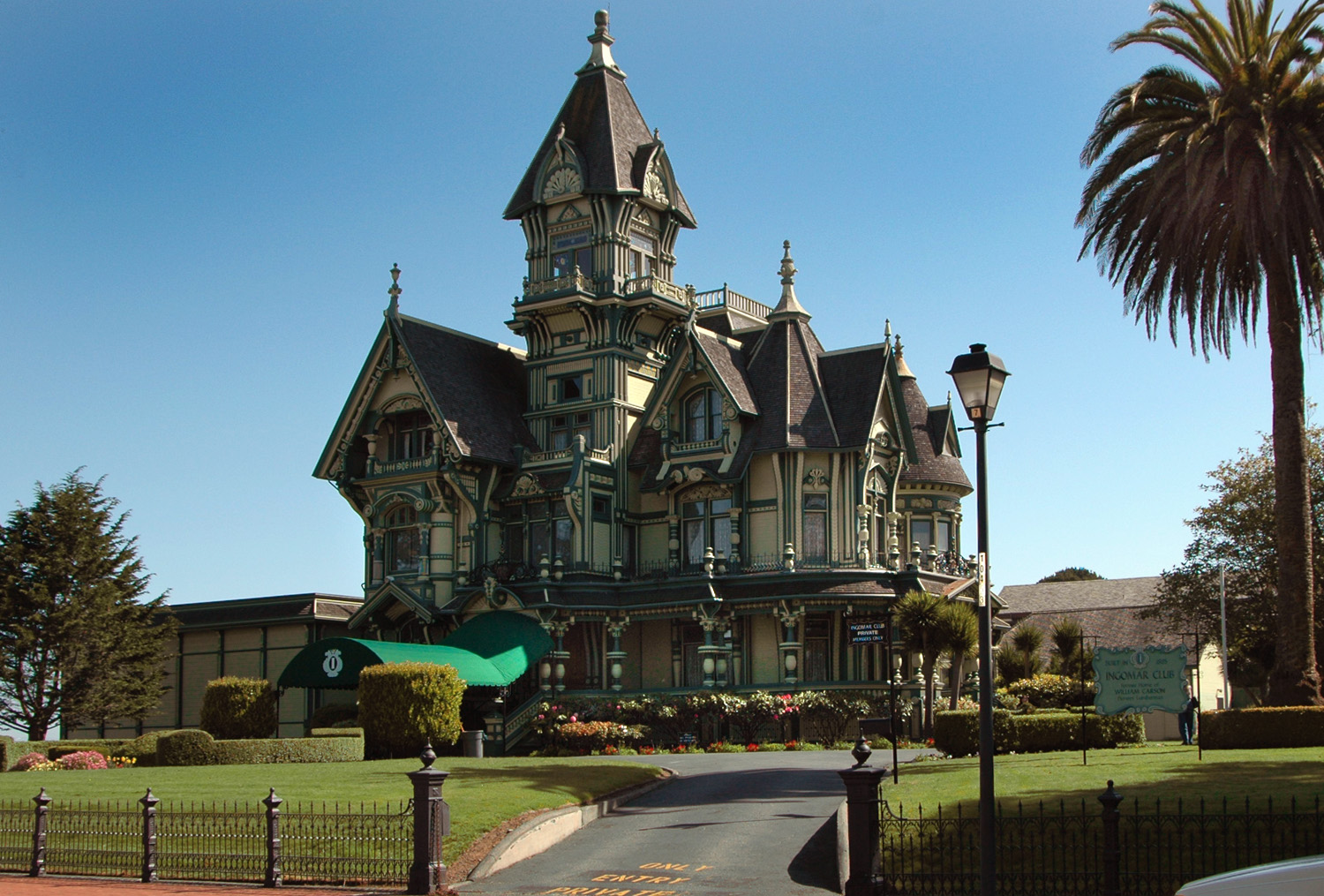
ユーレカにあるビクトリア様式のカーソン邸宅。郡内には19世紀の家屋が多く残っている。

ハンボルト郡住民の大半は、ハンボルト湾に接する海岸平原に位置する「ユーレカ・アーケータ・フォーチュナ都市圏」に住んでいる。

### 市
- ユーレカ（郡庁所在地）
- アーケータ
- フォーチュナ
- ブルーレイク
- ファーンデール
- リオデル
- トリニダード

### CDP
| - アルダーポイント - アルトン - ベイサイド - ベイビュー - ブライスランド - ブロックスバーグ - ブリッジビル - カーロッタ - カッテン - ファーンブリッジ | - フリードブロック - ガーバービル - ハリス - ハニーデュー - フーパ - ハンボルトヒル - ハイデスビル - ロレータ - マニラ - マッキンレービル | - ミランダ - マイアーズフラット - マートルタウン - オーリック - オーレアンズ - ペパーウッド - ペトロリア - フィリップスビル - パインヒルズ - レッドクレスト | - レッドウェイ - サモア - スコティア - シェルターコーブ - テーブルブラフ - ウェストヘイブン・ムーンストーン - ウィオット - ホワイトホーン - ウィロウクリーク |

## 交通

### 主要高規格道路
- アメリカ国道101号線
- アメリカ国道101号線産業道路
- カリフォルニア州道36号線
- カリフォルニア州道96号線
- カリフォルニア州道169号線
- カリフォルニア州道200号線
- カリフォルニア州道211号線
- カリフォルニア州道254号線（アベニュー・オブ・ザ・ジャイアンツ、旧アメリカ国道101号線）
- カリフォルニア州道255号線
- カリフォルニア州道271号線
- カリフォルニア州道283号線（旧アメリカ国道101号線）
- カリフォルニア州道299号線

### 公共交通
- ハンボルト交通局が2つの定期バス運行団体を管轄している。
  - レッドウッド交通システムはトリニダードとスコティアの間の地域社会を結ぶ都市間路線バスを運行しており、マニラやロレータに行く場合もある。ハンボルト交通局はマッキンレービルやアーケータとウィロウクリークの間、また学期の間はアーケータとレッドウッド・カレッジの間の急行バスも運行している。
  - ユーレカ交通サービスはユーレカ市が運営し、ユーレカ市内と隣接未編入社会で定期便4路線を運行している。市内の幾つかの場所でレッドウッド交通システムに接続している。
- アーケータ・マッド川交通システムはカリフォルニア州立大学ハンボルト校の資金でアーケータ市が運行している。アーケータ市内で定期便2路線と、学期の間はバレーウェストと大学を結ぶ路線とがある。
- ブルーレイク市とブルーレイク・ランチェリアがブルーレイク・ランチェリア交通局を運営している。アーケータとブルーレイク・ランチェリア・インディアン居留地およびインディアン・カジノの間の都市間バス便、およびブルーレイク市内の定期便を運行している。
- デルノーテ郡のレッドウッド・コースト交通がアーケータとデルノルト郡クレセントシティあるいはスミスリバーとの都市間定期便を運行している。
- アムトラックの高速バスは、ユーレカ、アーケータ、およびフォーチュナなど多くの場所に停留所がある。これらの停留所はアムトラックが管理していないので、乗客以外は輸送しない。サンフランシスコに近いマーティネズの駅でのみ鉄道のフルサービスが可能である。

### 空港
アーケータ・ユーレカ空港がアーケータの北のマッキンレービルにある。この空港からは商業便を利用できる。その他に一般用途空港としてはディンズモア、ニーランド、マレーフィールド（ユーレカ）およびローナービル（フォーチュナ）にある。

### 海港

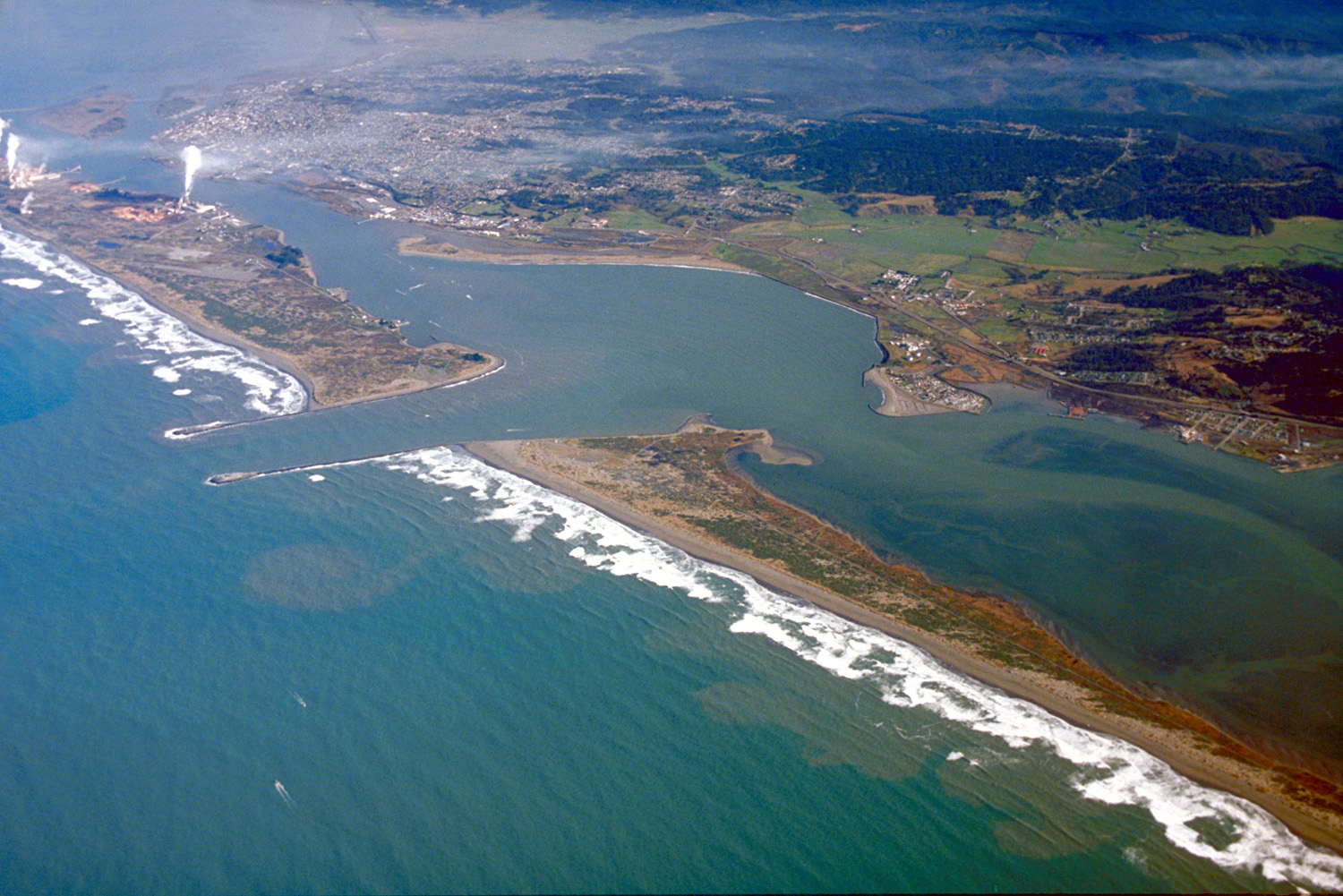
ハンボルト湾

ハンボルト湾港は州内で2番目に大きな自然湾の港である。

## 経済
ハンボルト郡はその印象的なレッドウッドの木で知られており、広大な私有レッドウッド林があるので州内では最大の木材生産地になっている。大洋に近い豊かな川の流域は高価で高品質の酪農製品を生み出すことで有名である。内陸部や暖かい川の流域では昔からリンゴなどの果物を大量に生産してきた。トリニティ川、クラマス川、マットール川およびイール川上流では、極最近ブドウ園が造られるようになった。

### 酪農
ハンボルト郡は家族で運営する高品質酪農場で知られている。高級アイスクリームなど酪農製品を生産するハンボルト・クリーマリーは、イール川に近いファーンブリッジにある当初からの本社で操業を続けている。

### マリファナ
ハンボルト郡はマリファナの栽培と増殖に関わる文化的性格で広く知られている。カリフォルニア州命題215号では、郡内で医者の推薦を得た患者と介護人に合法的に99株までマリファナの栽培を認めている。「ザ・ニューヨーカー」のデイビッド・サミュエルズはこの郡のことを「カリフォルニア州で高級品質のマリファナを栽培する中心地」と表現している。しかし命題215が認められる以前（1970年代初期から1980年代後期）、ベイエリアのカウンターカルチャーの人々が大挙してこの地域に入ってきた。多くの者は安価な土地を求め、マリファナを栽培して購入資金を稼ぎ、土地のオーナーになった。特にガーバービルやレッドウェイの周辺では、田園文化とヒッピーが融合して、マリファナが経済の中心となる「ヒッピー・ビリー」の地域社会を創り上げた。その品質が評判を呼び、カリフォルニア海岸部からアメリカ合衆国中西部の州に運送することで多くの者が富を掴んだ。地域の生産者と州および連邦政府の間に紛争があったことで、かえってフンボルト郡の評判の一部になった。1983年以降の収穫期には、CAMP（マリファナの栽培に反対するキャンペーン団体）がヘリコプターで私有地に乗り付け、不当な探索と没収を行った。1980年代に土地の著名人だったオースティン・スティーブ・ボウザーは、州警察の役人がハンボルト郡をアメリカ合衆国に取り戻すときだと告げたことを回想している。ガーバービルのラジオ局KMUDは、警察がどこのマリファナ農園を襲おうと向かっているかに関する情報を地域に発していた。2008年の独立系映画「ハンボルト郡」は郡のマリファナの栽培サブカルチャーを主題にしている。

## 政治
ハンボルト郡はアメリカ合衆国大統領および連邦議会選挙で民主党の強い地盤である。大統領選挙で共和党が多数を取ったのは1984年のロナルド・レーガンが最後だった。
アメリカ合衆国下院議員の選挙ではカリフォルニア州第1選挙区の一部であり、カリフォルニア州議会下院議員の選挙では、第1選挙区に入っている。カリフォルニア州議会上院議員の選挙では、第2選挙区に入っている。2010年時点ですべて民主党議員が務めている。

## 地域団体
- アーケータ・ユーレカ地域社会リサイクルセンター
- ハンボルト郡会議観光局
- ユーレカ都市圏商工会議所
- アーケータ商工会議所
- フォーチュナ商工会議所
- ファーンデール商工会議所
- トリニダード商工会議所
- ガーバービル・レッドウェイ（ハンボルト郡南部）商工会議所

## 人口動態
2008年の推計人口は約129,000人となっており、2000年国勢調査の時から2%弱の増加となっている。
以下は2000年の国勢調査による人口統計データである。
| 基礎データ - 人口: 126,518人 - 世帯数: 51,238世帯 - 人口密度: 14人/km2（35人/mi2） - 住居数: 55,912軒 - 住居密度: 6軒/km2（16/mi2） 人種別人口構成 - 白人: 84.71% - アフリカン・アメリカン: 0.88% - ネイティブ・アメリカン: 5.72% - アジア人: 1.65% - 太平洋諸島系: 0.19% - その他の人種: 2.45% - 混血: 4.39% - ヒスパニック・ラテン系: 6.49% - ドイツ系アメリカ人: 13.3% - アイルランド系アメリカ人: 10.7% - イングランド系アメリカ人: 10.3% - 先祖がアメリカ人: 7.4% - イタリア系アメリカ人: 5.7% 主たる言語による人口構成 - 英語: 92.1% - スペイン語: 4.6% | 年齢別人口構成 - 18歳未満: 23.2% - 18-24歳: 12.4% - 25-44歳: 27.4% - 45-64歳: 24.5% - 65歳以上: 12.5% - 年齢の中央値: 36歳 - 性比（女性100人あたり男性の人口） - 総人口: 97.7 - 18歳以上: 95.6 世帯と家族（対世帯数） - 18歳未満の子供がいる: 28.5% - 結婚・同居している夫婦: 43.1% - 未婚・離婚・死別女性が世帯主: 11.8% - 非家族世帯: 40.2% - 単身世帯: 28.9% - 65歳以上の老人1人暮らし: 9.2% - 平均構成人数 - 世帯: 2.39人 - 家族: 2.95人 収入と家計 - 収入の中央値 - 世帯: 31,226米ドル - 家族: 39,370米ドル - 性別 - 男性: 32,210米ドル - 女性: 23,942米ドル - 人口1人あたり収入: 17,203米ドル - 貧困線以下 - 対人口: 19.5% - 対家族数: 12.9% - 18歳未満: 22.5% - 65歳以上: 7.2% |

### 収入

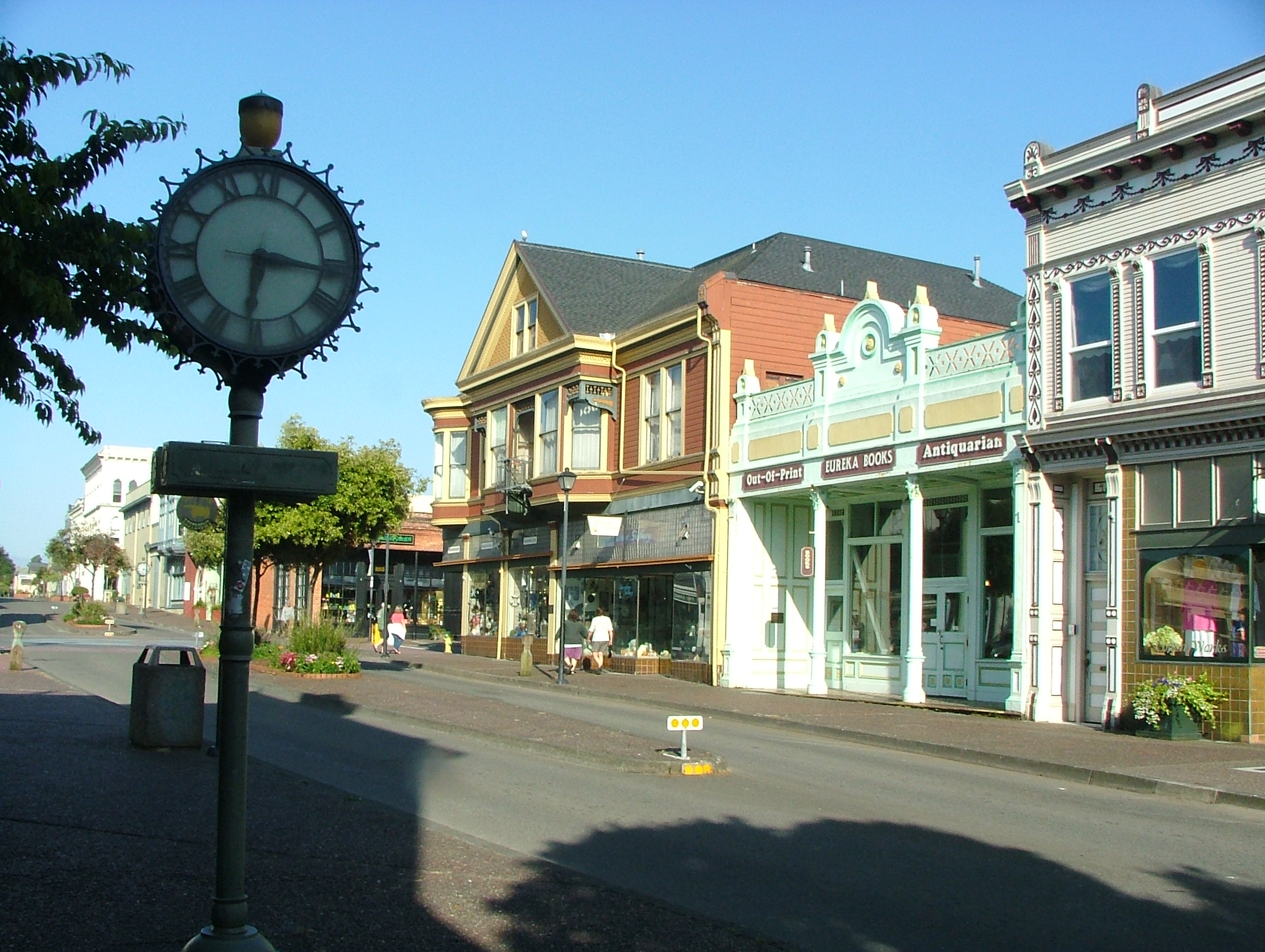
ユーレカのオールドタウン

## 教育と文化の機関
- カリフォルニア州立大学ハンボルト校
- レッドウッズ・カレッジ
- ハートウッド・インスティチュート
- デルアルテ・スクール
- 北海岸予備および芸能アカデミー
- セコイアパーク動物園

郡内には多くの教育学区があり、またチャーター・スクールや私立学校もある。

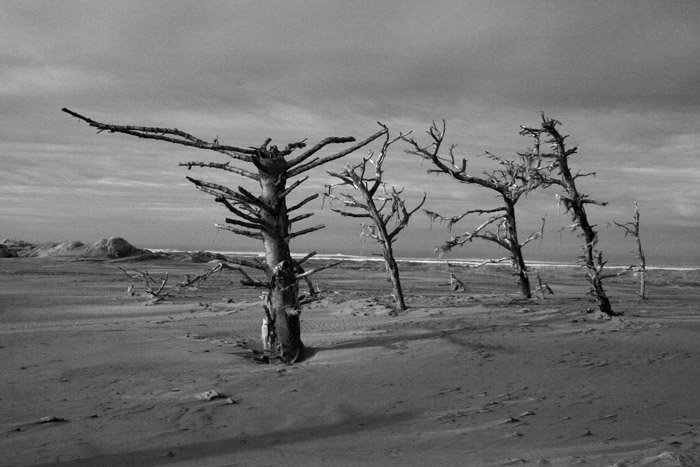
ランフェア砂丘、保護されている海岸環境

## 環境
ハンボルト郡には森林と海岸に多様な植物種と動物種が棲息している。海岸部には広大なレッドウッド森林がある。著名な低木としてはトヨン（バラ科の常緑低木）があり、その北限がハンボルト郡である。

## メディア

### 印刷物
コロラド州に本拠を置くメディア・ニューズ・グループが所有する「タイムズ・スタンダード」紙が地域で発行されている唯一の日刊紙である。1854年以来発行を続けている。メディア・ニューズ・グループはハンボルト・ビーコン、レッドウッド・タイムズおよび週刊の広告誌トリシティ・ウィークリーも発行している。また地域向けオンライン事業要覧のノースコースト 101
を制作している。その他地域の週刊や隔週刊の出版物としては、「ノースコースト・ジャーナル」、独立系のマッキンレー・プレス、「ジ・アーケータ・アイ」、トゥーリバーズ・トリビューン、ハンボルト州立大学の学生新聞「ランバージャック」がある。ハンボルト州立大学の学生は学期毎に「ジ・オスプレイ」も発行している。

### テレビ
ハンボルト郡で制作するテレビ局KIEMとKEETはユーレカ市に拠点がある。KIEMはハンボルト郡のためのニュース番組のみを制作しているが、KEETは地域内唯一のPBS局である。CBS系列局のKVIQとフォックス放送の系列局でKCVUの準サテライトであるKBVUがチコにあり、ABC系列でKRCR-TVの準サテライトであるKAEFはレディングを本拠にしている。過去数十年間全ての主要ネットワークがユーレカに制作能力を持っていた。

### ラジオ
営利ラジオ局としてはKFMI、KRED、KXGO、KHUM、KSLG、KWPTおよびKATAがある。非営利ラジオ局としてはフーパ族のKIDE、レッドウェイのKMUD、ハンボルト州立大学に拠点を置くKHSUとKRHF、およびジェファーソン公共ラジオのKNHMとKNHTがある。

## 行事
- アーケータ湾オイスター・フェスティバル、アーケータ・プラザ、6月
- アザレア・フェスティバル、マッキンレービル、6月
- アベニュー・オブ・ザ・ジャイアンツ・マラソン、5月
- ブルース・バイ・ザ・ベイ、ユーレカ、7月
- ブリュー・アット・ザ・ズー、5月
- チキン・ウィングフェスト、ユーレカ、9月
- クラフトマンズ・デイズ、ユーレカ、11月
- カレッジ・オブ・ザ・レッドウッズ・ウッドフェア、夏
- 独立記念日フェスティバル、ユーレカ・オールドタウン、7月
- ゲイ・プライド、アーケータ、9月
- ゴッドウィット・デイズGodwit Days（野鳥観察の祭）、アーケータ、4月
- ハンボルト郡祭、ファーンデール、8月
- リンゴ収穫祭、フォーチュナ、10月
- ハンボルト映画祭、3月から4月
- トゥーリバーズ収穫祭、ウィロウクリーク、10月
- ハンボルト・レッドウッズ・マラソン、10月
- マッシュルーム祭、ユーレカ、11月
- ノースカントリー・フェア、アーケータ、9月
- オーガニック・プラネット・フェスティバル、ユーレカ、9月
- レッドウッド・エーカーズ・フェア、ユーレカ、6月
- レッドウッド・コースト・ジャズ・フェスティバル、ユーレカ、3月最後の週末
- レッドウッド・ラン、ハンボルト郡南部、6月
- レゲー・オン・ザ・リバー、ハンボルト郡南部のベンボウ、7月
- レゲー・ライジング・オン・ジ・イール、ハンボルト郡とメンデシーノ郡との郡境、8月
- ロドデンドロン・フェスティバル、ユーレカ、4月
- ロール・オン・ザマットール、ハンボルト郡南部のマットール・グランジ、夏
- サマー芸術音楽祭、ハンボルト郡南部のベンボウ、6月
- トリニダード・クラム海浜ラン、2月
- トリニダード魚の祭、6月
- ツアー・オブ・アンノウン・コースト、ハンボルト郡南部、5月
- トラッカーズ・パレード、ハンボルト湾周辺、12月
- ウェストヘイブン・ブラックベリー・フェスティバル、7月最終日曜日
- 動く彫刻レース世界選手権、5月下旬メモリアルデイの週末
- ズーティニ、8月